# Castello di Banchette
Il castello di Banchette è un antico castello situato a Banchette vicino a Ivrea in Piemonte.

## Storia
Il castello esisteva già nel XII secolo. Venne eretto come casaforte su antiche vestigia romane dai Di Banchette. 
Infeudato il 2 giugno 1619, con annessi Salerano e Samone a favore di De Damas, passa durante il regno dei Savoia ai Pinchia, poi ai Passerin d'Entrèves, ai Novarese ed ora alla famiglia Quaglia.
Alla fine del XIX secolo l'allora proprietario, Emilio Pinchia, politico, scrittore e poeta, ne affida il rimaneggiamento a Ottavio Germano, collaboratore del più celebre Alfredo d'Andrade.

## Galleria d'immagini

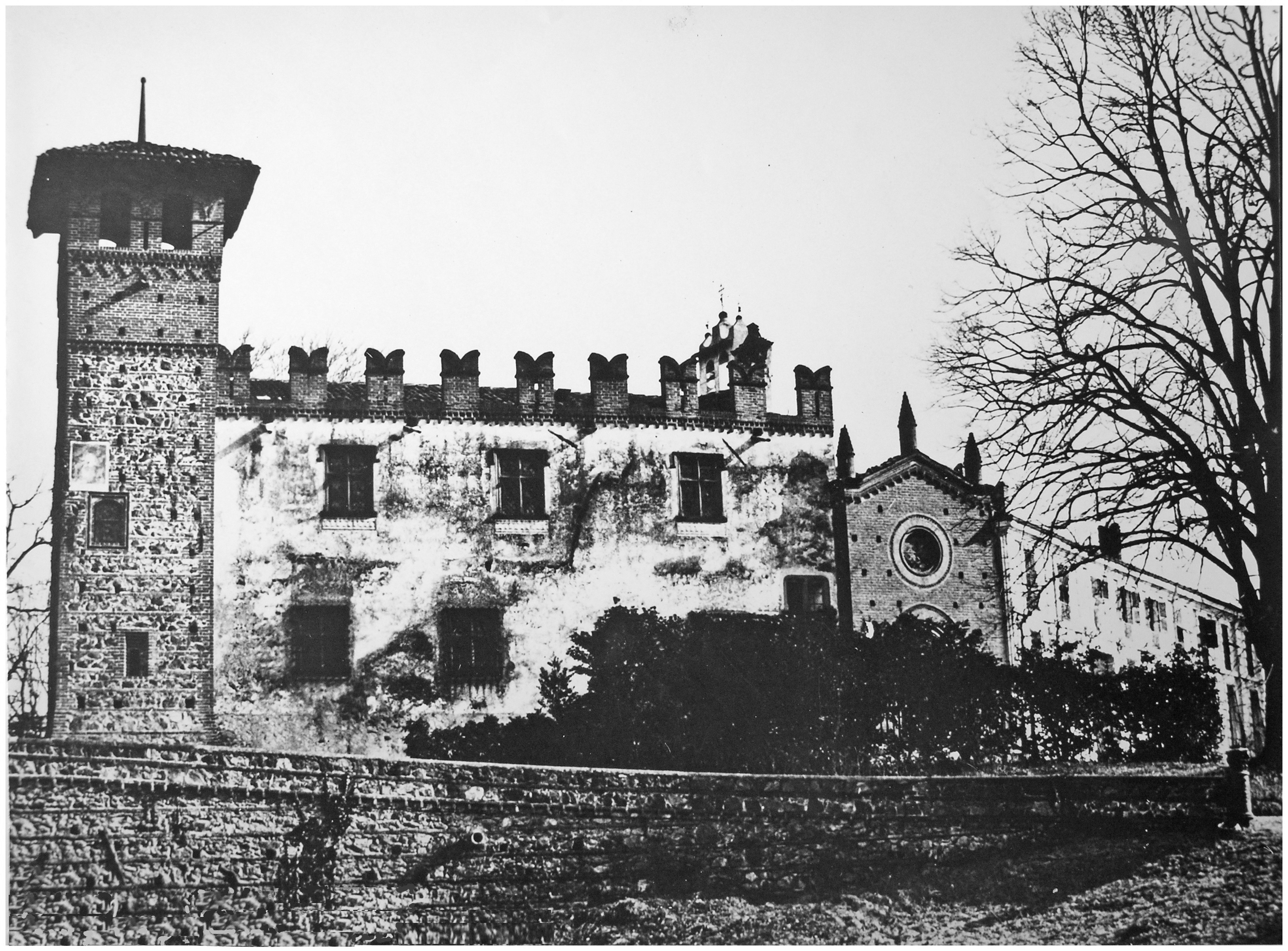
Il castello in una foto d'epoca
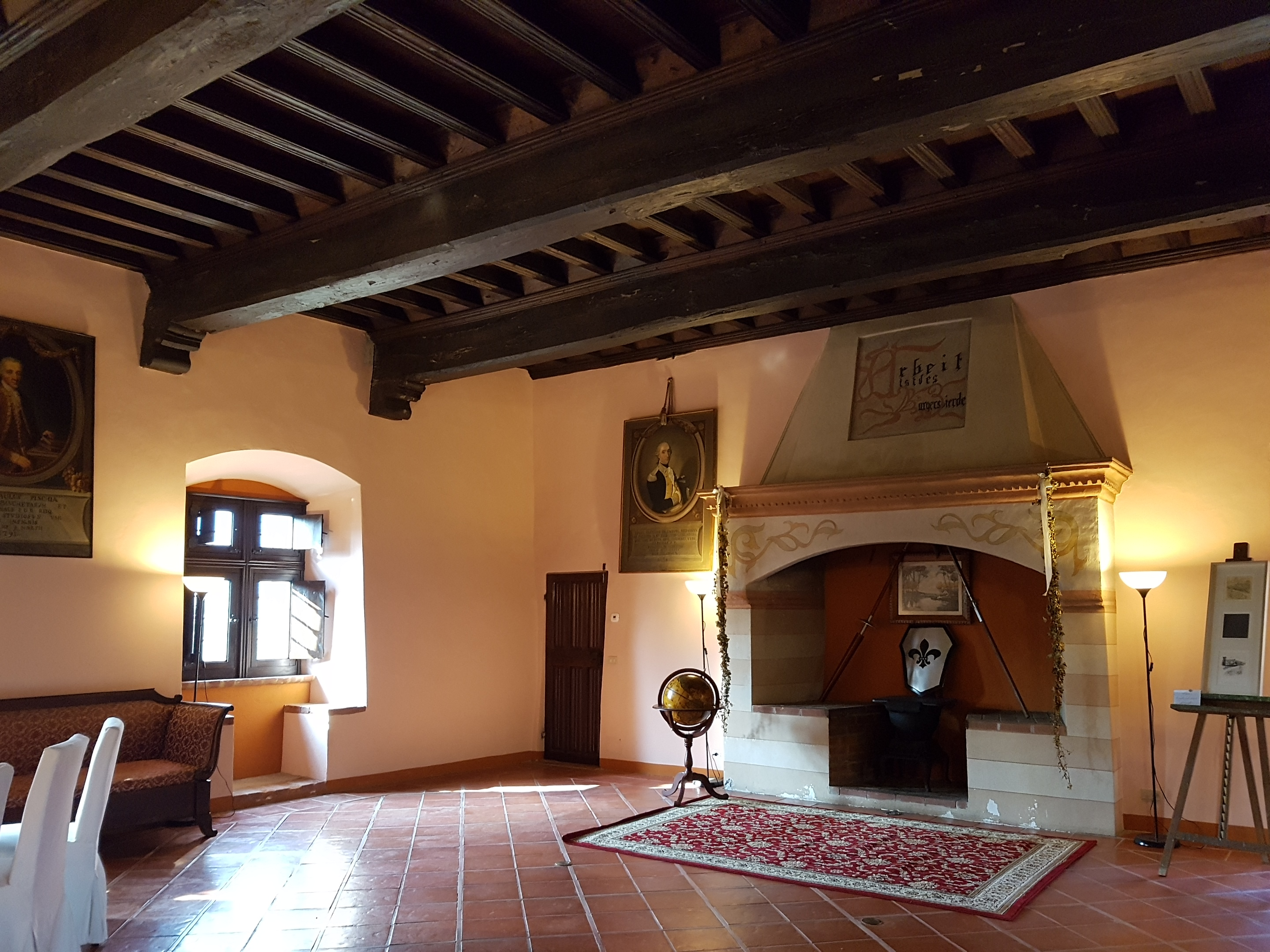
Interno
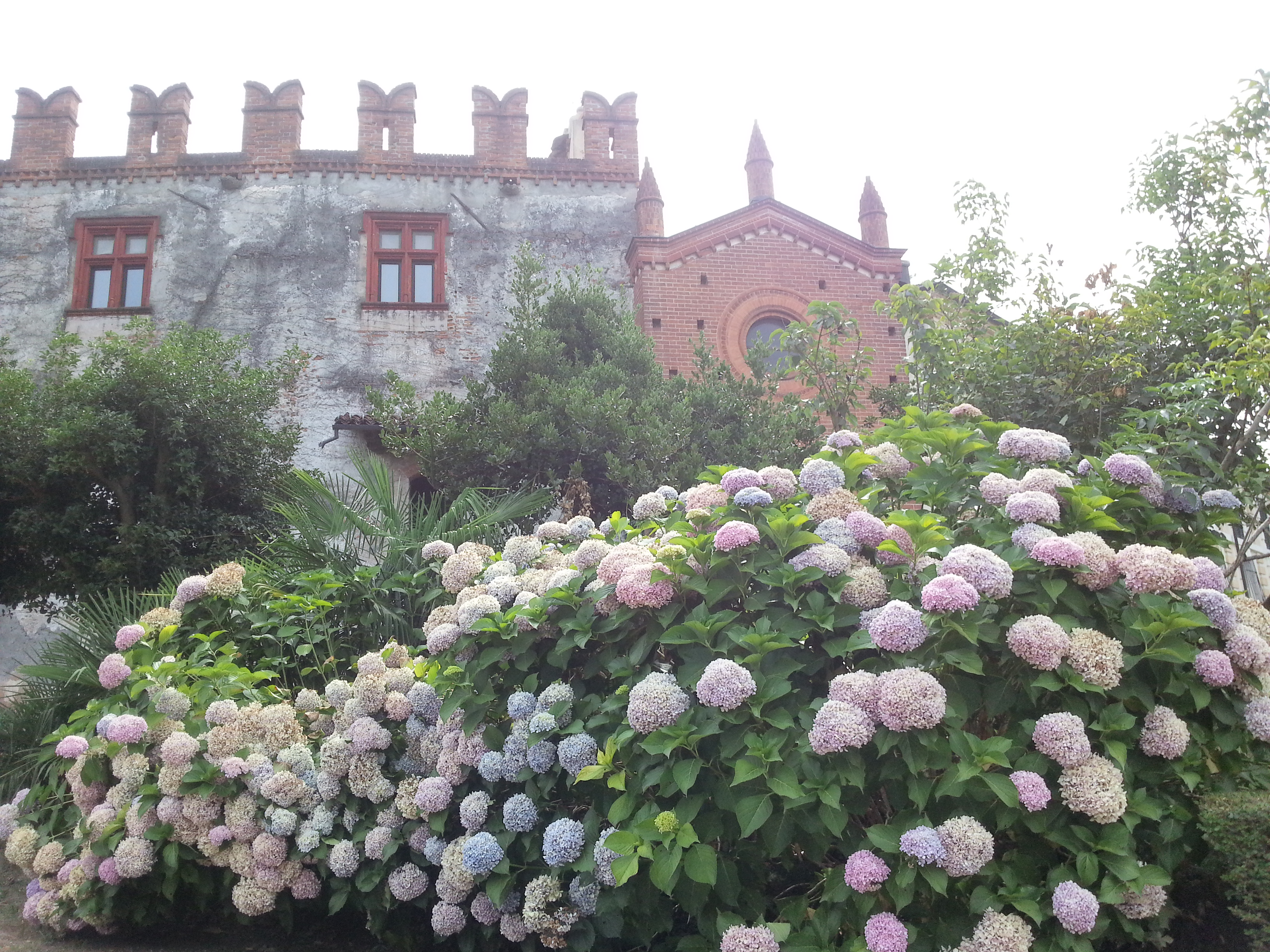
Facciata
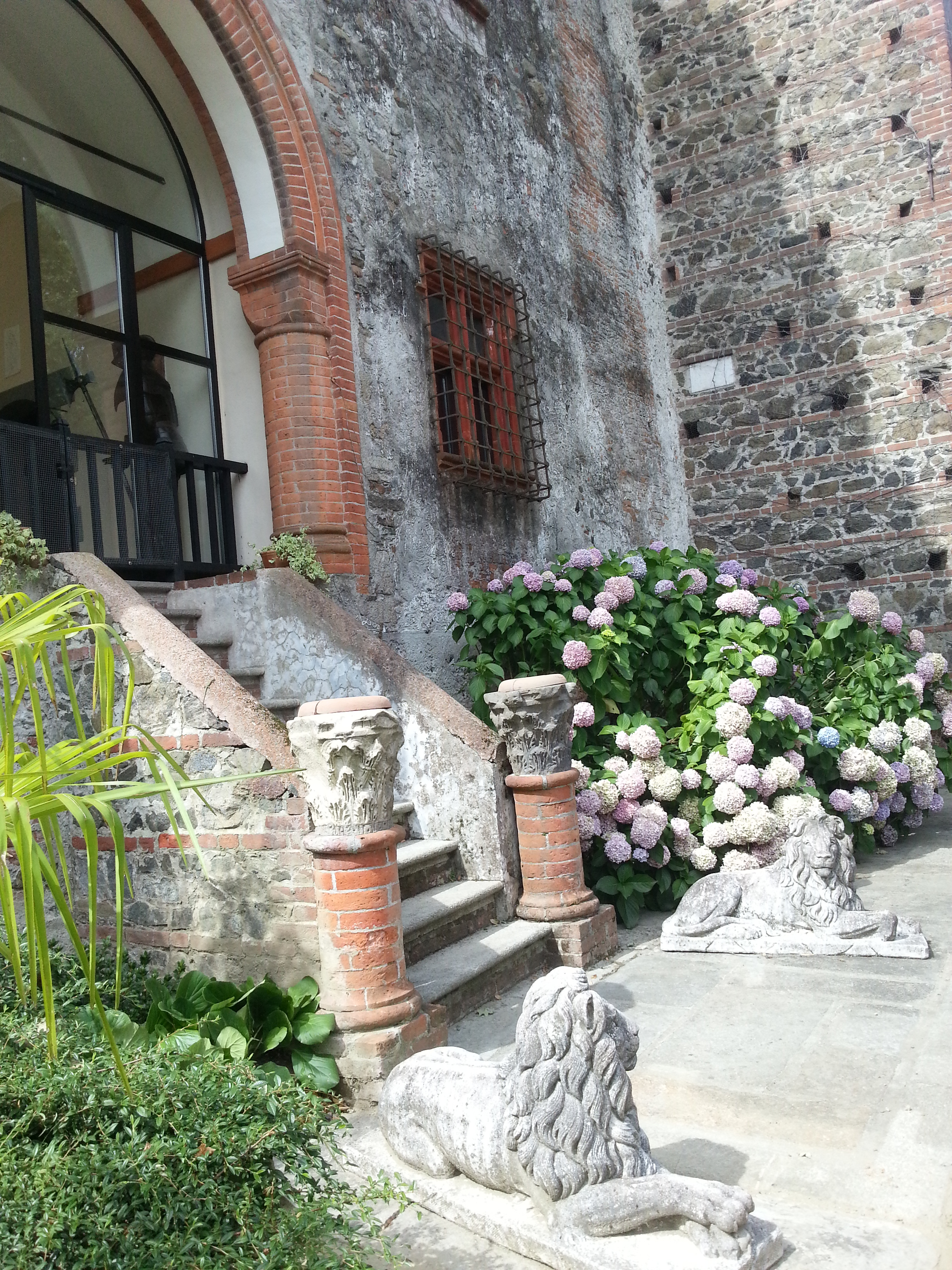
Ingresso